# Concile d'Alexandrie (339)
Le concile tenu à Alexandrie en 339 est un des nombreux conciles tenus dans cette ville.
Entre autres décisions, celui-ci qualifie d'« adultère » un évêque cherchant à changer de diocèse.